# Coccanile
Coccanile è una frazione del comune di Copparo, in provincia di Ferrara.
L'origine del nome è incerta. Alcuni storici hanno pensato a Capite Caniti (cantone, o angolo di canneto) oppure a Caput Canetum (angolo di terra con canneto).
Coccanile nasce in una zona paludosa, occupata da acque stagnanti, funestata dalla terribile malaria che rendeva difficoltosa la sopravvivenza ostacolando spesso ogni attività umana tra cui l'agricoltura.
Soltanto in seguito ai tentativi di bonifica, dovuti soprattutto ai monaci, furono possibili le prime produzioni agricole. È noto infatti che i monaci Benedettini di Pomposa dovettero abbandonare il Cenobio per l'impressionante mortalità causata dalla malaria. 
Tutto il latifondo ferrarese, al quale Coccanile apparteneva, faceva capo all'autorità ecclesiastica e in particolare alla Chiesa di Ravenna. Questa si estendeva dal mare Adriatico fino a buona parte del Veneto, Lombardia, Toscana e Marche. Era un grosso feudo che costituiva l'antico esarcato di cui erano investiti gli arcivescovi di Ravenna.
Una ricerca fatta da Monsignor Giacomo Mazzotti data l'erezione a parrocchia di Coccanile alla fine dell'VIII secolo. Infatti S. Apollinare di Rovigo, una filiale di Coccanile, esisteva già all'inizio del IX secolo. Inoltre vi è un documento dell'anno 870 in cui papa Adriano II conferma a Firminiano e ai suoi fratelli la corte di Formignana, allora confinante da un lato con "Cuparus et Caput canilis" (Coccanile).
Gli storici ritengono che il nome Coccanile sia posteriore al nome del Patrono della sua Chiesa: san Venanzio martire. Nelle memorie di alcuni studiosi infatti si riscontrano espressioni del tipo “Pieve di San Venanzio delle Paludi”, “Polesine di san Venanzio”.

## Storia

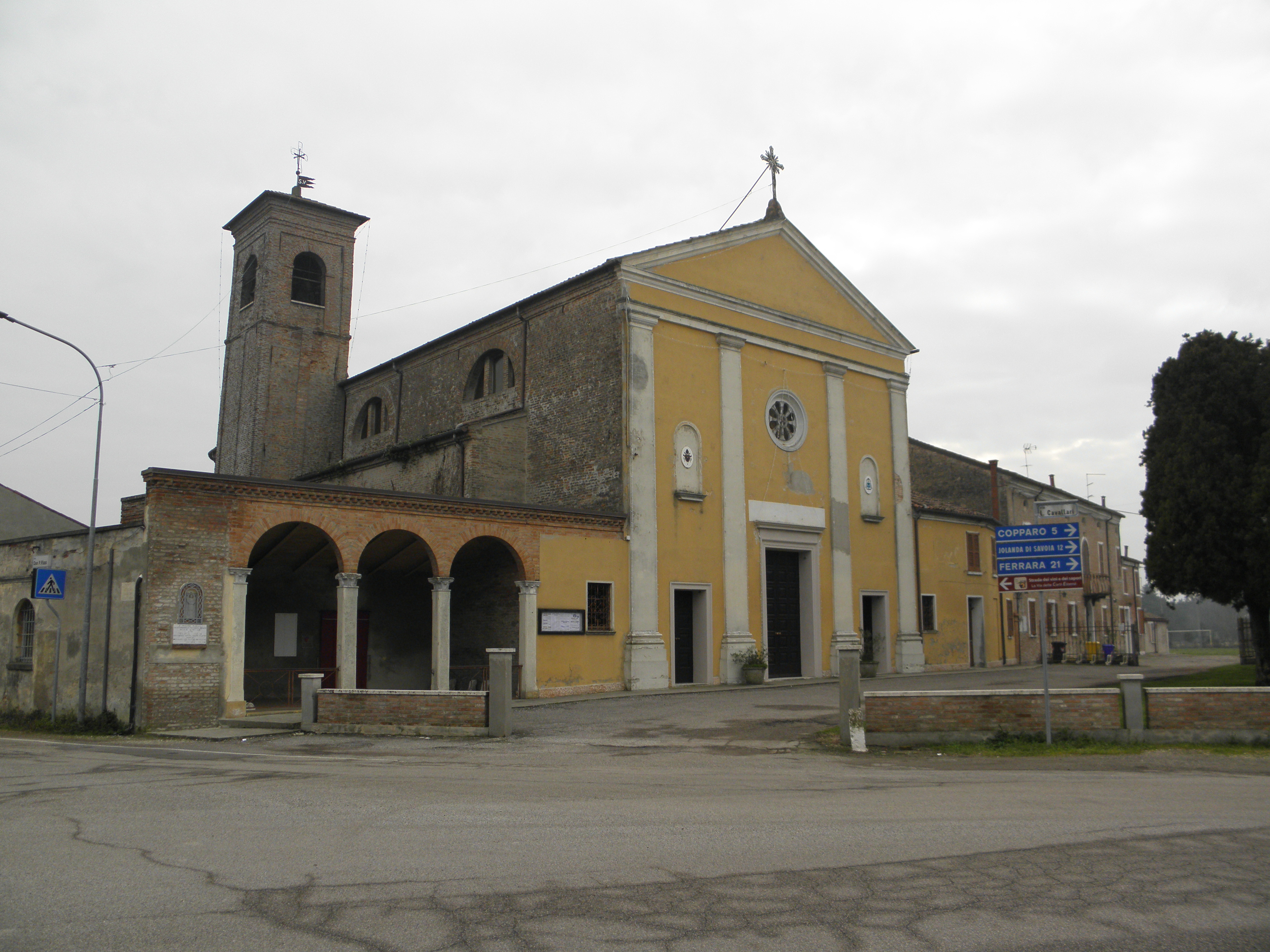
La chiesa di San Venanzio.

Il Polesine di san Venanzio era un vasto territorio che nel 1200 confinava con Rovigo e si estendeva fino al Medium Gaurum (attuale Mezzogoro, frazione di Codigoro) e al Fundum Firminianae (attuale Formignana).
Nel 1247 alcuni cittadini ferraresi ricevettero l'investitura della “decima di Coccanile”, come si rivela da una traduzione fatta successivamente e rimandata in un inventario della Biblioteca degli Estensi nel 1545. Negli Statuti Ferraresi del 1287 sono nominati una valle, un canale, una via e un fossato e una villa Cochanilis, primo documento in cui appare il nome forma attuale. I richiami a quei lontani abitanti sono contenuti in una pergamena del 10 dicembre 1294, dove si legge che Filippo de Florelis di Coccanile vende a Manzone di Ledonio de Ledonis una pezza di terra arativa per il prezzo di 9 libbre e mezzo di vecchi ferrarini.
La chiesa di San Venanzio in Coccanile sorse sulla destra del Po di Venezia e doveva essere di una certa importanza se il suo ricordo c'è stato tramandato da tante testimonianze, in particolare seguendo i documenti delle visite Pastorali del 1571, anno in cui la chiesa stava per cadere(il parroco era Giacomo de Giulius), si può seguire l'evoluzione del borgo. La nuova chiesa nel 1613 era ancora da finire, fu ultimata dopo pochi anni con l'aggiunta di due cappelle laterali non comprese nel progetto originario, come annotava nel suo rapporto l'Arcivescovo Torriggiani. Nel suo interno ancora negli anni sessanta si poteva ammirare una grande tela dell'Annunciazione, di autore ignoto, donata dal Conte Giuseppe Aventi nel secolo passato, latifondista della zona.
Per avere un'idea un po' più chiara sulle trasformazioni in corso nel paese di Coccanile in quel determinato periodo, è interessante osservare alcuni dati: nel 1431 il paese contava 93 abitanti, con moggia 46 di seminato a frumento e moggia 0,16 ad orzo. Nel 1590 le ville unite di Cenzalino grande, Cenzalino piccolo, Cesta e Coccanile contavano 1517 anime. Nel 1676 gli abitanti di Coccanile erano 640.
Dopo il XIII secolo fino alla metà del XVII non si trovano tracce delle vicende storiche del Polesine di Coccanile. Nel corso degli anni il territorio si venne man mano restringendo per la formazione di altri centri importanti quali Ambrogio (indipendente dal 1636), Serravalle (XIX secolo), Berra e Cologna ferrarese.
A metà del Settecento troviamo nominata la villa di campagna dei Vendeghini, con l'ombroso parco circostante ora distrutto. Il primo Vendeghini presente nella provincia fu Francesco, il quale il 30 maggio 1464 ricevette l'investitura dal duca Borso d'Este della cittadinanza ferrarese e insignito del dono di due feudi. Ed ancora nel 1619 a Vendeghini Gianmaria venne data l'investitura del Maestrato.
Il giornale del Basso Po del 26 aprile anno VI repubblicano (14 giugno 1799) riporta per esteso la notizia che a Coccanile, per innalzare l'albero della libertà e reperire i fondi necessari, il comitato militare voleva incaricare della questua anche il "cittadini parroco", il quale rispose di "credere inconveniente frammischiarsi in affare del genere".
Il 14 agosto 1860 la chiesa di Coccanile fu distrutta da un uragano; alcune case furono abbattute, i secolari alberi del giardino Vendeghini divelti come fuscelli; la facciata della chiesa abbattuta fin quasi alla base, abbattuti anche il coro e il presbiterio. Alle ore 16 dello stesso giorno sotto le macerie, in prossimità dell'altare maggiore, morì il cappellano Don Giuseppe Belletti; restarono invece incolumi alcune persone rifugiate nelle cappelle laterali.
In seguito la chiesa fu ricostruita e prolungata di 7 metri.
Il 9 novembre 1911 viene costituita la "Cooperativa di Produzione, Lavoro e Consumo; l'atto costitutivo venne redatto di fronte all'avvocato Carlo Soatti di Copparo; all'attività cooperativistica furono affiancate attività di carattere sociale, merita a tal proposito di essere ricordata la banda musicale, che animava le feste più importanti del paese e che si sciolse nel 1950.
Merita un ricordo particolare Don Pietro Rizzo prete Coccanilese ucciso a Jolanda di Savoia per aver aiutato un gruppo di partigiani.
Tra il 1945 e il 1950 a Coccanile si contavano 6 botteghe di falegnami, 2 imprese edili, 3 fabbri, 2 costruttori di carri, 8 calzolai, 2 sarti, 4 barbieri, 4 negozi di generi alimentari, 1 negozio di stoffe, 6 bar, 2 forni, 1 mulino, 1 caseificio, 1 oleificio, 1 canapificio, una fabbrica per la lavorazione del tabacco.
Nel 2023, nel territorio, è stata ritrovata un'importante necropoli romana, databile al I secolo d.C., testimonianza di un incrocio stradale nell'area de Delta; in esso sono state ritrovati numerosi oggetti di corredo tombale, lucerne e balsamari.